# Rukevník
Rukevník (Bunias) je rod planě rostoucích, žlutě kvetoucích rostlin mnohde považovaných za polní plevel. Rod je tvořený dvěma až třemi druhy vyrůstajícími v Eurasii, severní Africe i Severní Americe a které se dále šíří na nová území.

## Popis
Rostliny jednoleté, dvouleté i vytrvalé rostliny které bývají lysé nebo častěji pokryté jednoduchými či rozvětvenými, vícežláznatými a případně i bradavičnatými chlupy. Přímé rozvětvené lodyhy vyrůstají z dlouhého vřetenovitého kořene. Bazální listy rostoucí často v růžici jsou většinou řapíkaté, lyrovité nebo různě zpeřené a hrubě zubaté. Střídavé lodyžní jsou často bez řapíku a polopřisedlé, mají obdobný tvar jako bazální a bývají užší, kratší, na konci špičatější a míň zubaté.
Bohatá hroznovitá květenství bez listenů, která se v době plodu značně zvětšují, jsou tvořena oboupohlavnými květy se střídajícím se čtyřčetným okvětím. Volné a opadavé kališní lístky jsou podlouhlého tvaru. Vzpřímené korunní lístky žluté barvy, vždy delší než kališní, jsou oválné s celistvým okrajem a se zřetelným nehtem. Šest silně čtyřmocných tyčinek s volnými nitkami a podlouhlými prašníky mírně vystupuje z květu. V semeníku jsou 2 až 4 vajíčka.
Velmi tvrdé plody vyrůstající na vztyčených stopkách jsou nepukavé, dřevnaté, zobákovité šešulky s jedním až čtyřmi jednosemennými oddíly. Šešulky jsou protáhlé, vejčité nebo kulovité, 4hranné nebo se 4 křídly a na povrchu bradavičnaté. Semena s hladkým osemením jsou okrouhlá, vejčitá nebo zploštělá.

## Taxonomie
Tyto na půdu a prostředí nenáročné rostliny bývají rozdělovány do těchto tří druhů:
- rukevník roketovitý (Bunias erucago) L.
- rukevník východní (Bunias orientalis) L.
- Bunias cochlearioides Murray[5]